# Qiu Zhuoyang
Qiu Zhuoyang (* 23. Juni 1996 in Nantong) ist ein chinesischer Tennisspieler.

## Karriere
Qiu Zhuoyang spielt hauptsächlich auf der ATP Challenger Tour und der ITF Future Tour. Sein Debüt im Doppel auf der ATP World Tour gab er im September 2014 bei den Shenzhen Open, wo er mit Tergel ein Doppelpaar bildete. Die beiden verloren ihr Auftaktdoppel gegen Jewgeni Donskoi und Teimuras Gabaschwili klar in zwei Sätzen und schieden somit aus.